# Scottish Football League 1892-93
La Scottish Football League 1892-93 fue la tercera edición de la Scottish Football League, la máxima categoría del fútbol de Escocia. La liga contó con 10 equipos, y el campeón fue Celtic, que alcanzó el título por primera vez.

## Desarrollo

### Clasificación
| Pos. | Equipo              | Pts. | PJ | G  | E | P  | GF | GC | Dif. | Clasificación                                         |
| ---- | ------------------- | ---- | -- | -- | - | -- | -- | -- | ---- | ----------------------------------------------------- |
| 1    | Celtic (C)          | 29   | 18 | 14 | 1 | 3  | 54 | 25 | +29  | Campeón                                               |
| 2    | Rangers             | 28   | 18 | 12 | 4 | 2  | 41 | 27 | +14  |                                                       |
| 3    | St Mirren           | 20   | 18 | 9  | 2 | 7  | 40 | 39 | +1   |                                                       |
| 4    | Third Lanark        | 19   | 18 | 9  | 1 | 8  | 53 | 39 | +14  |                                                       |
| 5    | Heart of Midlothian | 18   | 18 | 8  | 2 | 8  | 39 | 41 | −2   |                                                       |
| 6    | Dumbarton           | 17   | 18 | 8  | 1 | 9  | 35 | 35 | 0    |                                                       |
| 6    | Leith Athletic      | 17   | 18 | 8  | 1 | 9  | 35 | 31 | +4   |                                                       |
| 8    | Renton              | 15   | 18 | 5  | 5 | 8  | 31 | 44 | −13  | Reelegido                                             |
| 9    | Abercorn (D)        | 11   | 18 | 5  | 1 | 12 | 35 | 52 | −17  | No reelegido. Integra la Segunda División en 1893-94. |
| 10   | Clyde (D)           | 6    | 18 | 2  | 2 | 14 | 25 | 55 | −30  | No reelegido. Integra la Segunda División en 1893-94. |

 Fuente: SPFL
| Campeón Celtic |
| 1.er título    |